# Maljuta Skuratow

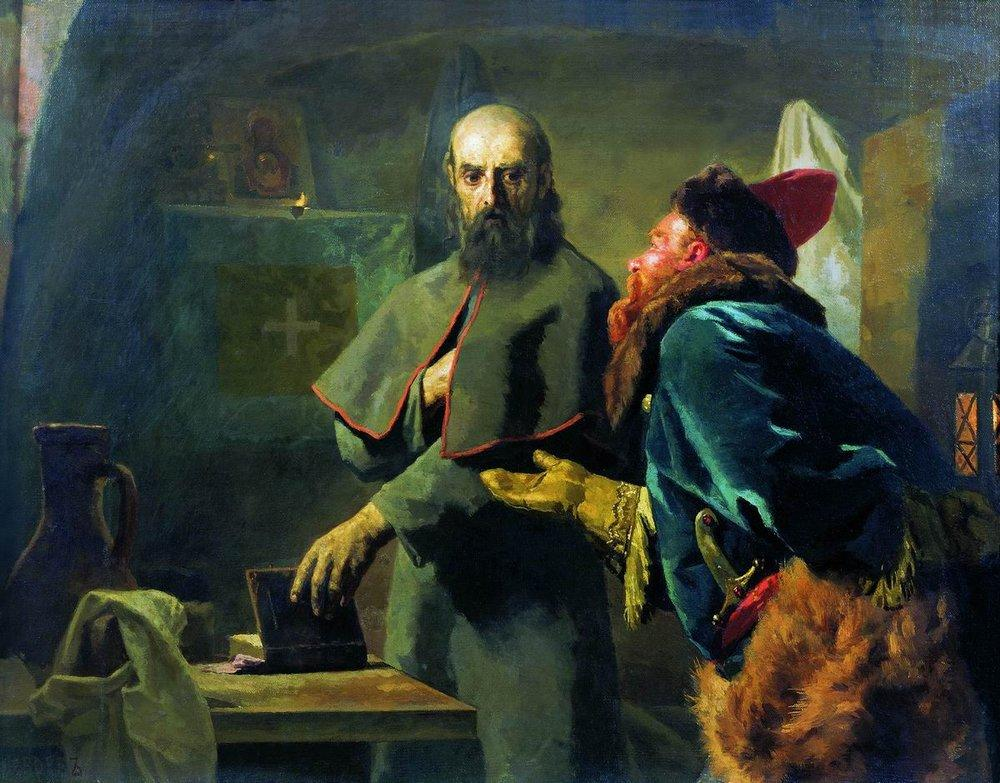
Metropolit Philipp II. und Maljuta Skuratow

Maljuta Skuratow (russisch Малю́та Скура́тов), eigentlich Grigorij Lukjanowitsch Skuratow-Belskij (russ. Григо́рий Лукья́нович Скура́тов-Бе́льский), († 1. Januar 1573 vor Weißenstein) war ein berüchtigter Anführer der Opritschniki unter Zar Iwan IV.
Maljuta Skuratow wurde als Richter und Henker von Wladimir Andrejewitsch Staritski, genannt Dimitrowski (russ. Влади́мир Андре́евич Ста́рицкий (Дмитровский), * 1533, † 9. Oktober 1569) bekannt, einem Cousin des Zaren, der Thronansprüche stellen konnte. Iwan IV. ließ ihn auf diese Art beseitigen. Skuratow trat den Opritschniki bei, stieg bald wegen seiner Kaltblütigkeit und grausamen Härte zu deren Anführer auf und führte etliche Hinrichtungen aus, die Iwan IV. anordnete: er erdrosselte den Metropoliten Philipp II. (1507–1569), er ließ den Kanzler Iwan Michailowitsch Wiskowaty (russ. Ива́н Михай́лович Вискова́тый) am 25. Juli 1570 wegen angeblich dreifachen Hochverrats bei lebendigem Leibe von seinen Opritschniki zerstückeln, er befahl, Iwans Schatzmeister Nikita Funikow (russ. Ники́та Фу́ников) grausam hinzurichten, und war an diesem Tag an weiteren dutzenden Hinrichtungen beteiligt.
Er war der verantwortliche Führer im Januar 1570 bei der Vernichtungs- und Strafexpedition gegen Nowgorod, wobei tausende Bürger, angeblich wegen Hochverrats zugunsten Sigismund II. von Polen, grausamst umgebracht wurden, viele auch durch seine Hand. Im Folgejahr war er der führende Ermittler im Untersuchungsverfahren zur Aufklärung der Niederlage von Iwans Armee gegen die Krimtataren unter Khan der Krim Devlet I. Giray.
Nur zwei Jahre später fiel er während der Belagerungskämpfe vor Weißenstein im Livländischen Krieg. Er liegt neben seinem Vater im Joseph-Kloster von Wolokolamsk (russ. Ио́сифо-Волокола́мский монасты́рь) nahe der russischen Stadt desselben Namens.
Er war mit dem späteren Zaren Boris Godunow verwandt, der seine Tochter Maria Grigoriewna ehelichte.
Sergei Eisenstein hat ihn in seinem Film Iwan der Schreckliche Teil I und Teil II verewigt, ebenso spielt er in der Zarenbraut von Nikolai Rimski-Korsakow eine Rolle.